# تلفورد
latitudeتلفوردlongitudeتلفورد
تلفورد (به انگلیسی: Telford) یک شهرک در بریتانیا است که در انگلستان واقع شده‌است.

## خصوصیات
تلفورد ۱۷۰٬۳۰۰ نفر جمعیت دارد.